# Кроули (Луизијана)
Кроули (енгл. Crowley) град је у америчкој савезној држави Луизијана.

## Демографија
По попису из 2010. године број становника је 13.265, што је 960 (-6,7%) становника мање него 2000. године.
| Група             | 2000.         | 2010.         |
| Белци             | 9.554 (67,2%) | 8.460 (63,8%) |
| Афроамериканци    | 4.407 (31,0%) | 4.317 (32,5%) |
| Азијати           | 41 (0,3%)     | 45 (0,3%)     |
| Хиспаноамериканци | 157 (1,1%)    | 254 (1,9%)    |
| Укупно            | 14.225        | 13.265        |